# Ӱ (слово ћирилице)
Ӱ ӱ (Ӱ ӱ, искошено: Ӱ ӱ) је слово ћириличног писма. Зове се У са дијарезом. Изведено је од ћириличног слова У, са додатом дијарезом на врху.
Ӱ се користи у алтајском, хакаском, хантијском, маријском и шорском језику, где представља блиски предњи заобљени самогласник /y/, изговор латиничног слова U са умлаутом (Ü ü) на немачком.  Такође се користи у коми-јоџакском језику.

## Рачунарски кодови
| Знак                      | Ӱ                                        | Ӱ                                        | ӱ                                      | ӱ                                      |
| ------------------------- | ---------------------------------------- | ---------------------------------------- | -------------------------------------- | -------------------------------------- |
| Назив у Уникоду           | CYRILLIC CAPITAL LETTER U WITH DIAERESIS | CYRILLIC CAPITAL LETTER U WITH DIAERESIS | CYRILLIC SMALL LETTER U WITH DIAERESIS | CYRILLIC SMALL LETTER U WITH DIAERESIS |
| Врста кодирања            | децимална                                | хексадецимална                           | децимална                              | хексадецимална                         |
| Уникод                    | 1264                                     | U+04F0                                   | 1265                                   | U+04F1                                 |
| UTF-8                     | 211 176                                  | D3 B0                                    | 211 177                                | D3 B1                                  |
| Нумеричка референца знака | &#1264;                                  | &#x4F0;                                  | &#1265;                                | &#x4F1;                                |

## Слична слова
- Ü ü : Латиничко слово U са дијарезом.
- Ư ư : Латинично слово U са рогом.
- Y y : Латинично слово Y.
- Ӳ ӳ : Ћириличко слово У са дуплом дуплим акутним акцентом.
- Ү ү : Ћириличко слово Уе (Ўе).
- Ұ ұ : Ћириличко слово дугуљасто У са цртицом.